# La Chapelle-la-Reine
La Chapelle-la-Reine – miejscowość i gmina we Francji, w regionie Île-de-France, w departamencie Sekwana i Marna.
Według danych na rok 1990 gminę zamieszkiwało 2125 osób, a gęstość zaludnienia wynosiła 134 osób/km² (wśród 1287 gmin regionu Île-de-France La Chapelle-la-Reine plasuje się na 472. miejscu pod względem liczby ludności, natomiast pod względem powierzchni na miejscu 150.).